# NGC 6829
NGC 6829 is een spiraalvormig sterrenstelsel in het sterrenbeeld Draak. Het hemelobject werd op 3 september 1886 ontdekt door de Amerikaanse astronoom Lewis A. Swift.

## Synoniemen
- UGC 11478
- MCG 10-28-10
- ZWG 303.9
- 7ZW 915
- PGC 63667